# Vera B. Rison
Vera Bea Rison (Shelby, Misisipi; 14 de febrero de 1939-Mount Morris, Michigan, 31 de agosto de 2015) fue un miembro demócrata de la Cámara de Representantes de Míchigan desde 1997 hasta 2002.

## Biografía
Nació en Shelby, Misisipi, Rison recibió su diploma de la preparatoria Mott Adult Night School. Trabajo en el hospital Genesee Memorial 1969-1990
Debido a la diabetes y la presión arterial alta, Rison sufría de ceguera, y más tarde se vio obligada a abandonar gran parte del escenario político. 
Rison murió 31 de agosto de 2015 a los 76 años en Mount Morris, Michigan.